# Джуел Петерсон
Джуел Петерсон (англ. Jewel Peterson; нар. 10 вересня 1981) — колишня американська тенісистка.
Найвищу одиночну позицію світового рейтингу — 214 місце досягла 7 червня, 2004, парну — 449 місце — 14 листопада, 2005 року.

## Фінали ITF
| Легенда         |
| --------------- |
| турніри $25,000 |
| турніри $10,000 |

### Одиночний розряд: 2 (0–2)
| Результат | Ранг | Дата           | Турнір                        | Покриття | Суперниця     | Рахунок       |
| --------- | ---- | -------------- | ----------------------------- | -------- | ------------- | ------------- |
| Поразка   | 1.   | 15 червня 2003 | Аллентаун (Пенсільванія), США | Тверде   | Даяна Оспіна  | 6–2, 2–6, 0–6 |
| Поразка   | 2.   | 14 липня 2003  | Балтимор, США                 | Тверде   | Ольга Пучкова | 2–6, 4–6      |